# Piñango (paroisse civile)
Pour les articles homonymes, voir Pinango.
Piñango est l'une des quatre divisions territoriales et statistiques dont l'une des trois paroisses civiles de la municipalité de Miranda dans l'État de Mérida au Venezuela. Sa capitale est Piñango.